# اشتفان وینکلمان
اشتفان وینکلمان (به آلمانی: Stephan Winkelmann) (زاده ۱۸ اکتبر ۱۹۶۴) کارآفرین و مدیر ارشد اجرایی آلمانی است، که اکنون به‌عنوان مدیر عامل اجرایی شرکت لامبورگینی فعالیت می‌نماید.
وی پیشینه مدیریت در شرکت‌های خودروسازی مرسدس بنز، آلفا رومئو، فیات و فیات اتومبیلز را نیز در کارنامه خود دارا می‌باشد. وینکلمان از ۱ ژانویه ۲۰۰۵ تاکنون مدیرعامل لامبورگینی است.